# Галангин
Галангин представляет собой природный флавонол, разновидность флавоноидов. Нетоксичное фитохимическое вещество.

## Нахождение
Галангин содержится в высоких концентрациях в таких растениях, как альпиния лекарственная и цмин (Helichrysum aureonitens). Он также содержится в корневище Alpinia galanga, мексиканском орегано и в прополисе.

## Биодоступность
Пероральная биодоступность исходного галангина считается низкой.

## Биологическая активность
Было показано, что галангин обладает антибактериальной   и противовирусной активностью in vitro . 

### Противоопухолевые действие
Галангин оказывает противораковое действие посредством нескольких механизмов. Галангин в сочетании с лигандом подавляет прогрессирование рака молочной железы человека in vitro и in vivo. Может служить потенциальными антиангиогенным агентом для профилактики рака яичников. Обладает химиопрофилактическими эффектами при раке шейки матки. Галангин противодействовал пролиферации раковых клеток гортани, пролиферации рака легких. Обнаружено, что галангин является мощным ингибитором клеток карциномы пищевода в сочетании с берберином.